# Маргарет Милър
Маргарет Милър (на английски: Margaret Millar) е американско-канадска писателка на бестселъри в жанровете криминален роман и трилър. Съпруга е на писателя Рос Макдоналд, в чиято сянка остава творчеството ѝ.

## Биография и творчество
Маргарет Елис Стърм Милър е родена на 5 февруари 1915 г. в Кичънър, Онтарио, Канада. През 1933 – 1934 г. баща ѝ е бил кмет на Кичънър.
Завършва Професионалната академична гимназия „Кичънър-Ватерло“ в Кичънър. Учи класическа филология в Университета на Торонто през 1933 – 1936 г. През 1938 г. се омъжва за приятеля си от детството си Кенет Милър (Рос Макдоналд). През 1939 г. е родена дъщеря ѝ Линда, която умира през 1970 г.
В периода 1942 – 1944 г. семейството живее в Ан Арбър, Мичиган. През 1945 – 1946 г. съпругът ѝ е войник, а тя работи в продължение на две години като сценарист за „Уорнър Брос“. След края на войната семейството се премества в Санта Барбара, а от 1958 г. живеят извън града в горист каньон.
Първият ѝ криминален роман от поредицата „Пол Пайър“, „The Invisible Worm“, е публикуван през 1941 г. Главният герой е психиатър, област, към която тя проявява интерес в романите си, а творчеството ѝ се смята за ранно реалистично представяне на женската психика в детективския роман. С хонорарите от първите ѝ романи семейството си купува къща в Санта Барбара и двамата се посвещават на писателската си кариера.
Повечето от сюжетите на романите ѝ се развиват в Калифорния, най-често в Санта Барбара, представен с името Сан Феличе. За разлика от творчеството на съпруга, чийто основен герой е детективът Лю Арчър, тя въвежда различни основни герои като Ерик Мичам – адвокат, Пол Блакшиър – полупенсиониран брокер, Том Арагон, млад испански адвокат, и частните детективи Джо Куин и Стив Пината.
Произведенията ѝ се смятат за иновативни за 40-те и 50-те години, като визират класовите различия, сексуална свобода и чувството на неудовлетвореност, както и противоречивостта на морални кодекси в зависимост от икономическите условия на героите. На фона на холивудските филми от това време нейните романи не са в чернобяло и имат многопластова структура. Те наблягат на тънкостите на човешкото общуване и имат богат психологически детайл за всеки персонаж.
През 1965 г. Милър е определена като жена на годината от „Лос Анджелис Таймс“. През 1983 г. е удостоена с наградата „Велик магистър“ на Асоциацията на писателите на трилъри на Америка за нейното цялостно творчество.
Маргарет Милър умира на 26 март 1994 г. в Монтесито, Калифорния.

## Произведения

### Самостоятелни романи
- Fire Will Freeze (1944)
- Experiment in Springtime (1947)
- It's All in the Family (1948)
- The Cannibal Heart (1949)
- Do Evil in Return (1950)
Сезонът на бедите, изд. „Атика“ (1994), прев. Милена Григорова
- Rose's Last Summer (1952) – издаден и като „The Lively Corpse“
- Vanish in an Instant (1952)
- Wives and Lovers (1954)
- Beast in View (1955) – награда „Едгар“
- The Soft Talkers (1957) – издаден и като „An Air That Kills“
- The Listening Walls (1959)
- A Stranger in My Grave (1960)
- How Like an Angel (1962)
- The Friend (1964)
- Beyond This Point Are Monsters (1970)
- The Fiend (1974)
- Banshee (1983)
- Spider Webs (1986)

### Серия „Пол Пайър“ (Paul Pyre)
1. The Invisible Worm (1941)
2. The Weak-Eyed Bat (1942)
3. The Devil Loves Me (1942)

### Серия „Инспектор Сандс“ (Inspector Sands)
1. Wall of Eyes (1943)
2. Taste of Fears (1945) – издаден и като „The Iron Gates“

### Серия „Том Арагон“ (Tom Aragon)
1. Ask for Me Tomorrow (1976)
2. The Murder of Miranda (1979)
3. Mermaid (1981)

### Разкази
- The Couple Next Door (1954)
- Radiant Flower of The Divine Heavens (1998)

### Сборници
- The Couple Next Door: Collected Short Mysteries (2004)

### Документалистика
- The Birds and the Beasts Were There (1968)

### Екранизации
- 1953 Chevron Theatre – ТВ сериал, 1 епизод „Black Pearl“
- 1960 Thriller – ТВ сериал, 1 епизод по „Rose's Last Summer“
- 1964 The Alfred Hitchcock Hour – ТВ сериал, 1 епизод по „Beast in View“
- 1986 Alfred Hitchcock Presents – ТВ сериал, 1 епизод по „Beast in View“